# 比阿尔
比阿爾（El Biar，阿拉伯语：‎，意為「眾井」），阿爾及利亞的阿爾及爾省的市鎮。

## 友好城市
- 法國 阿尔福维尔